# Observatori Sirià per als Drets Humans
L'Observatori Sirià per als Drets Humans (OSDH) és una oficina d'informació situada al Regne Unit i oposada al govern del president sirià Baixar al-Àssad. Hi va haver conflicte entre Rami Abdulrahman, un expatriat sirià, i Mousab Azzawi sobre qui dirigia legítimament l'Observatori Sirià per als Drets Humans L'OSDH d'Aldulrahman ha estat citat per pràcticament tots els mitjans de notícies occidentals des del començament de la revolta.
L'OSDH és dirigit des d'una casa amb dos dormitoris i terrassa situada a Coventry, Regne Unit, per Rami Abdulrahman (o Rami Abdul Rahman, o Abdelrahman Rami), un sirià musulmà sunnita que també té una botiga de roba. Després de tres períodes de presó a Síria, Abdulrahman va arribar a Gran Bretanya el 2000 per por d'una quarta i llarga pena de presó.
En una entrevista concedida el desembre del 2011 a Reuters, Abdulrahman va dir que l'observatori compta amb una xarxa de 200 persones i que sis de les seves fonts havien estat assassinades. Abdulrahman informa sobre els esdeveniments en l'aixecament sirià, incloent la mort de civils, rebels i desertors de l'exèrcit (que ell anomena "màrtirs") i soldats del govern.

## Reclamacions d'altres sobre el nom
El lloc web Syriahr.org afirma que Rami Abdulrahman, de fet, es deia Osama Ali Suleiman, i es va limitar a utilitzar el nom de Rami Abdulrahman, un pseudònim que el lloc web deia haver estat inicialment utilitzat per tots els "membres de l'OSDH". Syriahr.org va afirmar que Abdulrahman va ser capaç de prendre el control del web de l'OSDH Syriahr.net l'agost de 2011 en canviar totes les contrasenyes i que va procedir a fer-se a si mateix el president de l'OSDH, sobre la qual una organització que afirma ser el "veritable" OSDH va crear el lloc web rival Syriahr.org. Aquesta nova pàgina web Syriahr.org després va procedir a llançar una campanya de difamació contra Abdulrahman, en la qual afirmava que només tenia un "nivell molt modest de l'educació", condemnava la seva "falta de professionalitat" i fins i tot al·legava que era un membre del Partit dels Treballadors del Kurdistan
Abdulrahman, per la seva banda, diu que el nou web Syriahr.org és administrat per Mousab Azzawi, el qual solia traduir per a l'OSDH, però va ser acomiadat després d'afirmar falsament que era un portaveu oficial de l'organització i demanar la intervenció estrangera a Síria. L'OSDH que va ser dirigit per Mousab Azzawi havia declarat que considerava la presentació d'informes sobre les morts dels soldats del govern com un "afer sense interès". Des del començament del conflicte, sembla que el Syriahr.org d'Azzawi es troba inactiu i ha adoptat el nom de Xarxa Siriana per als Drets Humans amb un lloc web anomenat Syrianhr.org mentre que el grup d'Abdulrahman seguir utilitzant els webs Syriahr.net (versió àrab) o Syriahr.com/en (versió en anglès).

## Crítiques
Organitzacions com Amnistia Internacional han alabat l'observatori com a font primària d'informació qualificant-lo com una de les millors fonts i qualificant la informació de "molt bona".
També ha rebut nombroses crítiques en contra denunciant la seva imparcialitat, d'informar de forma selectiva i també per l'opacitat en els mètodes d'obtenció de dades així com les dades mateixes.